# Santiago Abascal
Santiago Abascal Conde (Bilbau, País Basco, 14 de abril de 1976) é um político espanhol, presidente do partido político de direita Vox desde 2014 bem como deputado no Congresso dos Deputados.
Licenciado em Sociologia, ingressou ainda jovem no Partido Popular (PP) e atuou na política local como vereador da Câmara Municipal de Llodio (1999-2007), bem como membro das Assembleias Gerais de Álava ( 2003-2004). Membro do Parlamento Basco entre 2004 e 2009, Abascal ocupou dois cargos livremente nomeados na administração autónoma da Comunidade de Madrid entre 2010 e 2013. Deixou o PP em 2013 alegando divergências irreconciliáveis com a liderança partidária, passando então a fundar o Vox. É deputado no Congresso dos Deputados por Madrid desde a XIII legislatura. 
Foi um dos promotores da Fundação DENAES, que presidiu entre 2006 e 2014, sendo também autor de diversos ensaios políticos.

## Biografia

### Primeiros anos
Nasceu em Bilbau, a 14 de abril de 1976, de uma família de Amurrio (Alava); filho de Santiago Abascal Escuza e María Isabel Conde Alvarez (natural de La Coruña que mudou-se com dois anos de idade da Galiza para o País Basco). A sua ligação com a política vem da família. O seu pai foi um membro histórico do grupo Alianza Popular e, mais tarde, líder local do Partido Popular em Alava por mais de 35 anos, vereador na Câmara Municipal de Amurrio, membro da executiva do partido no País Basco e porta-voz de seu grupo juntero nas Assembleias Gerais de Alava. O seu avô Manuel Abascal Pardo também foi prefeito da cidade e deputado provincial durante a ditadura de Franco, começando em 1963 e terminando o seu mandato em 1979, após a morte de Francisco Franco. A sua família, devido à sua atividade política, foi ameaçada pela gangue terrorista Euskadi Ta Askatasuna (ETA).
Em 1999, aos 23 anos, foi eleito para o seu primeiro cargo público como vereador do PP na Câmara Municipal de Llodio (Alava), no dia da sua posse foi agredido. Ocupou em duas corporações consecutivas.
Em novembro de 2000 foi eleito presidente do Partido Popular do País Basco, cargo que ocupou até 2005. Durante esse período também foi membro do Conselho Nacional de Administração do PP. De 2000 a 2013 foi membro do executivo do Partido Popular do País Basco e desde 2005 Secretário de Educação do PP no País Basco.
Em 2002 casou-se pela primeira vez, civilmente, fruto do qual tem dois filhos.

## Parlamento Basco

### Deputado no Parlamento Basco
Em 2004 assumiu o cargo de deputado do Parlamento Basco em substituição de Carlos Urquijo, quando este foi nomeado delegado do Governo no País Basco.
Nas eleições para o Parlamento Basco em abril de 2005, não foi reeleito, mas alguns meses depois voltou a ocupar um assento na câmara, substituindo a sua colega de partido Encina Regalado. Em 2006 criou a Fundação DENAES, da qual tornou-se presidente. Permaneceu no Parlamento Basco para o resto da oitava legislatura.
No Congresso do Partido Popular em Valência, em junho de 2008, Santiago Abascal, juntamente com Vidal-Quadras e outros membros do PP, apresentaram uma moção à linha política a ser desenvolvida pelo seu partido em relação aos partidos nacionalistas.
Voltou a concorrer, desta vez como número sete, pelo PP no círculo eleitoral de Álava às eleições para o Parlamento Basco de 2009, mas não conseguiu ser eleito deputado.
Após a vitória de Mariano Rajoy nas eleições gerais de 2011, o seu sócio Carlos Urquijo foi novamente nomeado delegado do Governo no País Basco, pelo que teve de deixar o seu assento no Parlamento Basco. O próximo da lista eleitoral foi Santiago Abascal, que discordou da linha oficial do Partido Popular do País Basco que foi considerado próximo de sua anterior presidente María San Gil. No entanto, o então presidente Antonio Basagoiti obrigou-o a renunciar ao cargo.

## Comunidade de Madrid

### Postos de classificação livre na Comunidade de Madrid
Foi nomeado diretor da Agência de Proteção de Dados da Comunidade de Madrid em fevereiro de 2010, servindo até dezembro de 2012. Em agosto de 2012, ele afirmou que preferia continuar com uma escolta do que a Espanha se separasse, em referência ao anúncio do ETA do fim da luta armada. Amigo pessoal do presidente regional do PP em Madrid Esperanza Aguirre e próximo de membros do governo de Ignacio González, em abril de 2013 foi nomeado diretor da Fundação para Patrocínio e Patrocínio Social, uma fundação com um único trabalhador, além do próprio Santiago Abascal (Anka Moldovan) e sem atividade conhecida durante seu mandato, que em 2013 recebeu da Comunidade de Madrid uma subvenção de 183.600 euros dos quais destinou 82.491 ao salário anual de Santiago Abascal.
A Fundação para o Patrocínio e Patrocínio Social, fundada em 2001, foi dissolvida em 17 de dezembro de 2013, mesmo dia em que foi criada como uma festa Vox.

## VOX

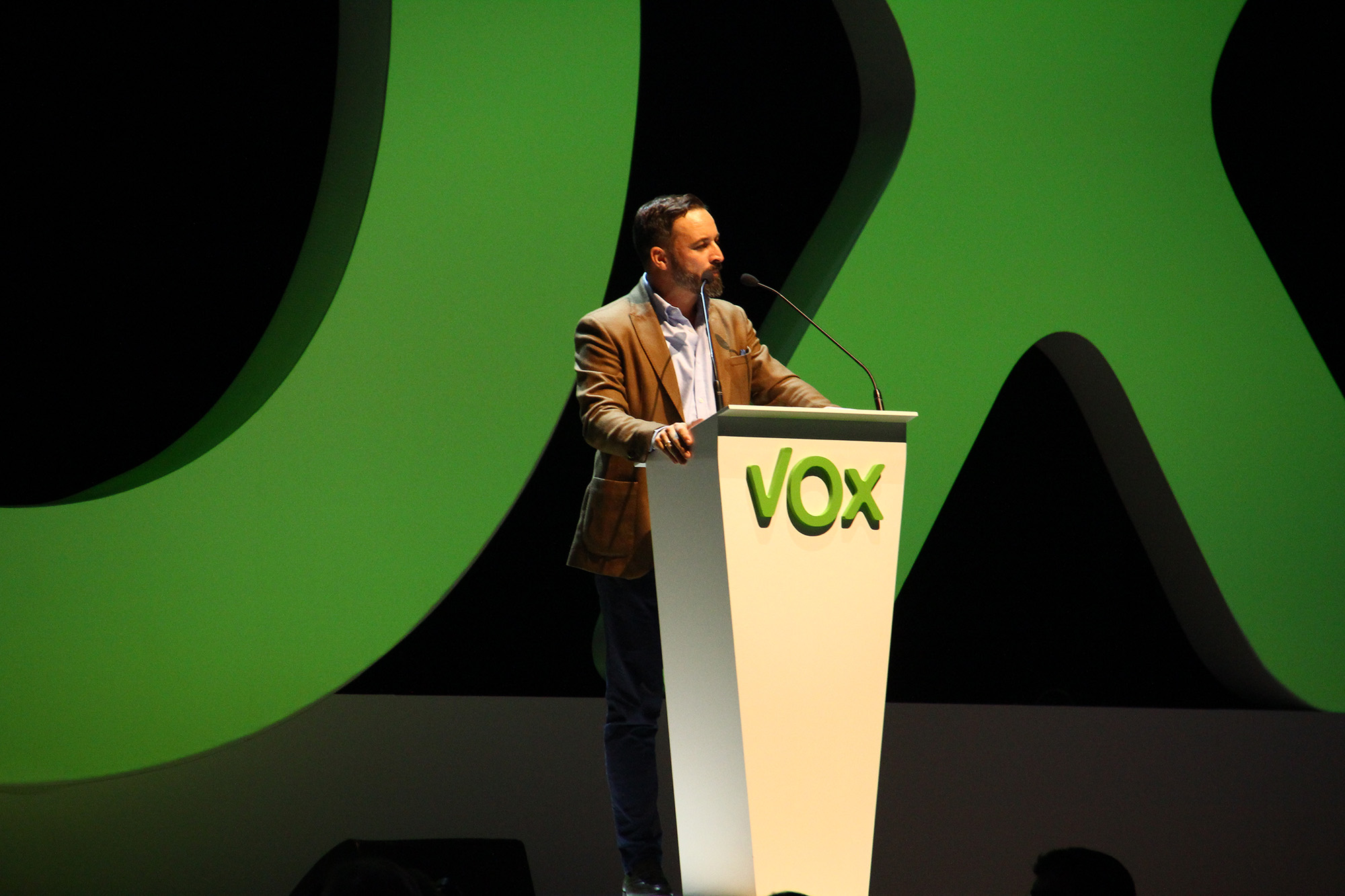
Fotografado durante um evento Vox em 2018

Em novembro de 2013, ele anunciou o seu abandono da militância no Partido Popular citando diferenças irreconciliáveis com sua liderança. Ele discordou da ação do partido diante dos casos de corrupção que o espalharam (caso Gottel), da política antiterrorismo contra a gangue terrorista ETA do Governo de Mariano Rajoy e do Partido Popular do País Basco (por exemplo, a libertação de Josu Uribetxeberria Bolinaga) e com a política contra os nacionalismos bascos e catalães e a "unidade da Espanha", acusando Rajoy de "trair ideias" do PP.
Logo após, em janeiro de 2014, participaram da apresentação pública do partido político Vox (já registrado em dezembro de 2013 no registro partidário do Ministério do Interior) juntamente com José Antonio Ortega Lara, José Luis González Quirós e Ignacio Camuñas, constituídos com o objetivo de aplicar como alternativa ao PP e do PSOE, regenerando a democracia, aproximando a política dos cidadãos e defendendo a unidade da nação espanhola, para as eleições europeias em maio. Ele serviu como secretário-geral interino deste treinamento até 20 de setembro daquele ano, sendo eleito presidente por 91% dos militantes. Após a sua eleição como presidente da Vox, ele deixou a presidência da Fundação DENAES.
Em junho de 2015 concorreu como candidato a presidência do Governo, participando como o cabeça de lista para Madrid nas eleições gerais de dezembro de 2015, Junho de 2016. Em março de 2018 foi reeleito pela terceira vez presidente da Vox.
Divorciado da sua primeira esposa em 2010, casou-se com a influenciadora Lidia Bedman Lapeñaem Alicante após três anos de relacionamento e dois filhos em comum.
Em março de 2019 ele foi confirmado como cabeça de lista lista pelo Vox por Madrid nas eleições de 28 de abril de 2019, seguido por Javier Ortega Smith e Iván Espinosa de los Monteros, sendo eleito deputado dentro da 13ª legislatura.